# Cerro Porteño (futsal)
Cerro Porteño – paragwajski klub futsalowy z siedzibą w dzielnicy Barrio Obrero miasta Asunción, obecnie występuje w najwyższej klasie rozgrywkowej Paragwaju. Jest sekcją futsalu klubu sportowego Cerro Porteño.

## Sukcesy
- zdobywca Copa Libertadores de Futsal (1): 2016
- finalista Copa Libertadores de Futsal (1): 2017
- Mistrzostwo Paragwaju (5): Apertura 2011, 2015, 2016, 2017, 2018
- Puchar Paragwaju (1): 2018[1]